# LEGO Gli Incredibili
LEGO Gli Incredibili (LEGO The Incredibles) è un videogioco LEGO a tema azione-avventura sviluppato da TT Fusion, basato sui film Gli Incredibili - Una "normale" famiglia di supereroi e Gli Incredibili 2. Il gioco è stato pubblicato da Warner Bros. Interactive Entertainment il 15 giugno 2018 in Nord America e il 13 luglio 2018 in Europa.
Una versione macOS del gioco è stata distribuita da Feral Interactive il 21 novembre 2018.

## Trama
La storia del gioco segue da vicino la trama de Gli Incredibili e Gli Incredibili 2, anche se con numerose deviazioni umoristiche. Ci sono anche diversi importanti cambiamenti alla trama di entrambi i film, come Mr. Incredible aiutato da Siberius a combattere il primo Omnidroid sull'isola di Nomanisan (ci sono 2 Omnidroid nella battaglia con il boss), Gazerbeam è ancora vivo e Aiuta Mr. Incredible a intrufolarsi nella stanza segreta, a causa del multigiocatore per permettere che anche un'altra persona possa giocarci, o Sindrome viene semplicemente sconfitto quando il potere di Jack Jack si attiva e si nasconde piuttosto che morire dopo essere stato risucchiato nel motore del suo jet. I giocatori seguono interamente la campagna del secondo film, prima di tornare a quella del primo film.

## Modalità di gioco
Il gameplay è molto simile ai precedenti episodi di Lego, con puzzle progettati per i giocatori più giovani, varie ondate di nemici combattenti e, ovviamente, un gameplay cooperativo a due giocatori. Il gioco consente al giocatore di controllare vari supereroi e cattivi nel medesimo modo da entrambi i film (inclusi i supereroi che non sono apparsi in nessuno dei due film ma sono elencati nel database National Supers Agency nei contenuti speciali del DVD "Gli Incredibili"), ciascuno con le proprie abilità e superpoteri speciali. Ad esempio, Mr. Incredibile ha super forza e invulnerabilità, Elasti-Girl può modellare il suo corpo in molti modi, Violet può diventare invisibile e creare campi di forza, Dash può correre a velocità incredibili e Jack-Jack ha una grande varietà di poteri, proprio come nei film, come trasformarsi in una torcia umana, telecinesi e teletrasporto, solo per citarne alcuni. Il gioco include anche vari personaggi di altri film Pixar, come Flik di A Bug's Life, Merida di Brave, Saetta McQueen di Cars, Linguini di Ratatouille, Woody di Toy Story, Miguel di Coco, Sulley di Monsters & Co., Spot de Il viaggio di Arlo, Dory de Alla ricerca di Nemo, Russell di Up, WALL•E, Bing Bong di Inside Out e Luxo Junior.
Il mondo aperto del gioco è ambientato in due città immaginarie, Municiberg e New Urbem, che sono molto vicine l'una all'altra. Oltre ai tipici puzzle, missioni e sfide con i mattoncini d'oro, il gioco aggiunge una nuova funzionalità chiamata Crime Wave, in cui il giocatore si sposta in un'area specifica di una delle due città attaccate da un supercriminale e dai suoi tirapiedi. Il giocatore deve completare tutte le missioni date dalle persone nell'area per completare Crime Wave. Di solito, la missione finale prevede la sconfitta del supercriminale. Ci sono dieci Crime Wave in totale e cinque supercriminali da sconfiggere: tre dei film (Bomb Voyage, Il Minatore e Syndrome) e due originali personaggi, esclusivi del gioco (Brainfreezer e Anchor-Man).
Il gioco ha anche una complessa personalizzazione dei personaggi simile a quella di LEGO Marvel Super Heroes 2. Si trova all'interno della casa di Edna Mode.

## Sviluppo
TT Fusion ha guidato lo sviluppo del gioco.